# Galina Strielcowa
Galina Jakowlewna Strielcowa (ros. Галина Яковлевна Стрельцова; ur. 16 sierpnia 1937 w Gorkim, zm. 22 sierpnia 2024) – radziecka i rosyjska historyczka filozofii, uhonorowana tytułem „Zasłużony Profesor Uniwersytetu Moskiewskiego”.

## Życiorys
W 1963 roku ukończyła studia na Wydziale Filozofii Moskiewskiego Uniwersytetu Państwowego. Dysertację kandydacką pt. „Krytyka koncepcji dialektyki Jeana-Paula Sartre’a” (ros. Критика концепции диалектики Жана-Поля Сартра) obroniła na tejże uczelni w 1968 roku, a w 1986 uzyskała stopień doktora nauk filozoficznych za rosprawę Filozofia Blaise’a Pascala a współczesność (ros. Философия Блеза Паскаля и современность). Od 1992 roku była profesorem katedry historii filozofii europejskiej. W swoich badaniach naukowych zajmowała się m.in. filozofią miłości  i prowadziła kurs pt. „Metafizyczna dwoistość miłości” (ros. Метафизическая двойственность любви).

## Nagrody i wyróżnienia
- 1996: Nagroda imienia Michaiła Łomonosowa za książkę Blaise Pascal a kultura europejska (ros. Паскаль и европейская культура)[5][6].

## Wybrane publikacje
- Г. Я. Стрельцова: Судьба любви сегодня : Нравственно-психологический очерк (Los miłości dziś. Szkic moralno-psychologiczny). W: Философия любви (Filozofia miłości). Под общ. ред. Д. П. Горского(inne języki); составление и вступительная статья А. А. Ивина(inne języki). T. 1. Москва: Политиздат, 1990, s. 331-379. (ros.).
- (ros.) Стрельцова Г. Я. Даниил Леонидович Андреев // Русская философия. Энциклопедия / Под общ. ред. М. А. Маслина. Сост. П. П. Апрышко, А. П. Поляков. — 2-изд, дораб. и доп.. — М., 2014. — С. 20—21.
- Г. Я. Стрельцова: АНДРЕЕВ Даниил Леонидович. W: Русская философия. Энциклопедия. Под общ. ред. М. А. Маслина. Wyd. III. М.: Мир философии, 2020, s. 21–23. (ros.).